# Petia Topalova
Petia Topalova es Jefa Adjunta de la Unidad de Economías Emergentes del Departamento Europeo del Fondo Monetario Internacional y Jefa de Misión de la República Eslovaca. También es economista investigadora con publicaciones en desarrollo y economía comercial.

## Carrera y educación
Obtuvo su licenciatura en Economía de la Universidad Brandeis, seguida de un doctorado en Economía del MIT en 2005. Ha pasado la mayor parte de su carrera en el Fondo Monetario Internacional (FMI). Comenzó en el departamento de investigación, luego se trasladó al Departamento de Asia y el Pacífico y actualmente es Jefa de Misión para la República Eslovaca, cargo que ocupa desde 2019. También pasó un tiempo en la Escuela de Políticas Públicas John F. Kennedy como profesora adjunta de Políticas Públicas de 2012 a 2014.
La premio Nobel Esther Duflo señala que la doctrina económica no aceptó los controvertidos hallazgos de su carrera y que por ello Topalova "se vio obligada a buscar una carrera fuera de la academia".

## Investigación
Su investigación se centra en la pobreza y la desigualdad, el comercio internacional y la economía del desarrollo. Se ha centrado en la India, pero también en Italia y Europa en general. Su investigación ha sido citada más de 10.000 veces, y es la mujer número 110 más citada en economía según la base de datos RePEc/IDEAS. Su investigación se ha publicado en el Quarterly Journal of Economics, el American Economic Journal: Applied Economics y el Journal of public Economics. Ha realizado parte de su investigación con la premio Nobel Esther Duflo.
Su trabajo ha demostrado que la reducción de la pobreza fue más lenta en las áreas de la India que estaban más expuestas al comercio. Esto significa que es neceario compensar a los perdedores de la globalización.
En otro artículo en el Quarterly Journal of Economics, también ha demostrado que cuando existen referentes previos de mujeres en la política es más probable que las mujeres sean elegidas en el futuro. En India, tras diez años de cuotas, "es más probable que las mujeres se presenten y sean elegidas para formar parte de los consejos que tuvieron que tener una consejera jefa en las dos elecciones anteriores".
Su investigación ha sido citada en el Wall Street Journal, en el Financial Times y en The Economist .